# Misato (Saitama)
Misato (jap. 三郷市 Misato-shi) – miasto w Japonii, w prefekturze prefekturze Saitama, na wyspie Honsiu. Ma powierzchnię 30,13 km². W 2020 r. mieszkało w nim 142 177 osób, w 60 446 gospodarstwach domowych  (w 2010 r. 131 418 osób, w 51 163 gospodarstwach domowych).